# Trimerina
Trimerina is een vliegengeslacht uit de familie van de oevervliegen (Ephydridae).

## Soorten
- T. intemeliae (Canzoneri & Rallo, 1982)
- T. madizans (Fallen, 1813)
- T. microchaeta Hendel, 1932